# Ryszard Wojtyllo

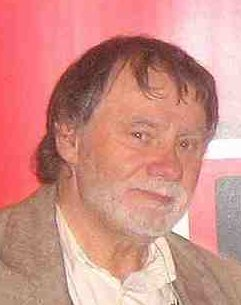
Richard Wojtyllo (2008)

Ryszard Wojtyllo (* 2. April 1936 in Lemberg; † 30. Dezember 2022 in Hamburg) war ein polnischer Schauspieler.

## Leben
Zunächst studierte Wojtyllo Naturwissenschaften. Später absolvierte er eine Schauspielausbildung im polnischen Breslau, die er im Jahre 1967 beendete.
Wojtyllo war neben zahlreichen Engagements in Polen auch in deutschsprachigen Fernsehproduktionen zu sehen. Unter anderem in den Filmen Deutschfieber (1992) und Zutaten für Träume (2003).
Außerdem spielte Wojtyllo von 1990 bis 1994 die Rolle des „Jaruslav Winicki“ in der Fernsehserie Lindenstraße (Folge 249–451).
Seine Tochter ist die Regisseurin und Schauspielerin Monika Anna Wojtyllo.
Wojtyllo wurde am 1. Februar 2023 zunächst auf dem Ohlsdorfer Friedhof in Hamburg beigesetzt, im Mai 2023 wurde er auf den Grabiszyński-Friedhof in Breslau umgebettet.

## Filmografie (Auswahl)
- 1990–1994: Lindenstraße (Fernsehserie, 20 Folgen)
- 1991, 1993: Großstadtrevier (Fernsehserie, 3 Folgen)
- 1992: Deutschfieber
- 1992: Schulz & Schulz – Neue Welten – Alte Lasten
- 2000, 2004: Die Rettungsflieger (Fernsehserie, 2 Folgen)
- 2003: Zutaten für Träume
- 2007: SOKO Leipzig (Fernsehserie, 1 Folge)
- 2008: Polska Love Serenade (Darsteller, Regie: Monika Anna Wojtyllo)
- 2009: Résiste – Aufstand der Praktikanten
- 2010: Unkraut im Paradies
- 2013: Jedes Jahr im Juni
- 2018: Die Professorin – Tatort Ölfeld

## Hörspiele
- Elisabeth Herrmann: Versunkene Gräber. Regie: Sven Stricker. Radio-Tatort, NDR 2011.